# Goniographa funkei
Goniographa funkei là một loài bướm đêm thuộc họ Noctuidae. Nó được tìm thấy ở the miền tây Tien-Shan Mountains (bao gồm the Turkestan Mountains, Karategin range, Peter I. Mountains), the Hissar Mountains và the khu vực miền tây of the Pamir massif.
Sải cánh dài 32–36 mm.

## Hình ảnh

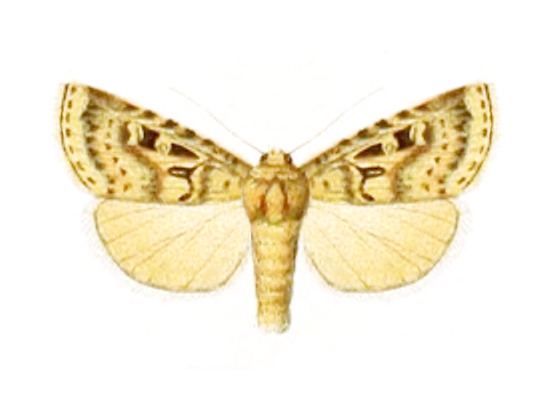